# كمال ناصر
كمال ناصر من قياديي الثورة الفلسطينية. توفي في بيروت عام 1973 في عملية عسكرية إسرائيلية استهدفته وقائدين فلسطينيين آخرين هما كمال عدوان ومحمد يوسف النجار.
وُلد كمال بطرس إبراهيم يعقوب ناصر في مدينة غزة سنة 1924، وترعرع في بلدة بيرزيت. درس كمال ناصر في الجامعة الأمريكية. وتخرج منها في بيروت بإجازة العلوم السياسية عام 1945. شجعته أمه، السيدة وديعة ناصر، وهي مثقفة بدورها وتجيد الإنكليزية، على دراسة المحاماة. إلا أن طبيعته النزقة لم تحتمل قضاء سنوات إضافية في كنف الجامعة. ولكنه اشتغل في حقل التعليم فترة من عمره، فقام بتدريس اللغة الإنكليزية مع أنه لم يجد نفسه إلا في الصحافة ليعبر عن أفكاره السياسية ويلبي بعض طموحه الثقافي. ولم يلبث أن تعاون مع هشام النشاشيبي وعصام حماد على إصدار صحيفة «الجيل الجديد» عام 1949 في القدس. وكأن نيسان الذي ولد واستشهد فيه على موعد دائم معه فقد صدرت هذه الجريدة في الرابع من الشهر الرابع الربيعي. وفي العام التالي وجد نفسه يشارك في تأسيس حزب البعث العربي الاشتراكي في رام الله لتبدأ مرحلة جديدة في حياته تنتقل به من السجن إلى المجلس النيابي حيث انتخب نائباً عن دائرة رام الله عام 1956، ولا يمكن إغفال دوره في جريدة «البعث» وهي غير الجريدة الشهيرة التي تحمل هذا الاسم وتصدر في دمشق. فقد أصدر عبد الله الريماوي هذه الجريدة في الضفة الفلسطينية ناطقة باسم التنظيم الفلسطيني للحزب هناك. وكان كمال من أركانها. وقد واصل جهوده الصحفية من خلال صحيفة «فلسطين» التي كانت تصدر في القدس.
بعد انتكاس التجربة الديمقراطية في تلك المرحلة من تاريخ الأردن، توجه إلى دمشق. ليشهد الوحدة العربية الوحيدة التي ولدت في القرن العشرين وانتهت بعد سبعة أشهر وثلاث سنوات من ولادتها. وهي الجمهورية العربية المتحدة برئاسة جمال عبد الناصر. بعد انفصال الوحدة بين سورية ومصر توجه إلى القاهرة حيث تلقى وساماً تقديرياً من الرئيس عبد الناصر. وما إن تسلم حزب البعث مقاليد السلطة إثر ثورة 8 مارس 1963م حتى وجد مكانه الطبيعي في دمشق. بذل جهوداً شخصية لتضييق شقة الخلاف بين حزبه الحاكم في سورية وبين الرئيس جمال عبد الناصر الذي يكن له كل تقدير، إلا أن رياح السياسة جرت بغير ما شاءت سفينة أحلام كمال ناصر. لم تقف خيبته عند هذا الحد، بل سرعان ما برزت الخلافات داخل بيته الحزبي. وكان كمال واضحاً حاسماً في هذا الأمر، فقد أخذ جانب القيادة الشرعية التي يمثلها الأمين العام للحزب، ميشيل عفلق.
كان اعتقال كمال ناصر أمراً محرجاً لسجانيه. لهذا نستطيع أن نتفهم سهولة فراره من سجن دمشق إلى بيروت، ومن هناك إلى باريس حيث عاش فترة قصيرة تركت أثراً واضحاً في شعره الذي ظهر من خلاله مغترباً مشدوداً إلى وطن يناديه. وهكذا وجد نفسه في الضفة الفلسطينية من جديد. وحين تمت هزيمة حزيران 1967 بدأ في البحث عن وسائل وأشكال لمقاومة الاحتلال، فاعتُقِل وأُبعد هو وأحد أصدقائه المقربين، المحامي إبراهيم بكر. وتتسع ظاهرة الثورة الفلسطينية التي كانت رصاصتها الأولى قد انطلقت في 1965/1/1. وتحتل الاهتمام الأول عند شاعرنا الملتزم ـ وهو المناضل المزمن ـ وحين انتهى الأمر بفصائل المقاومة إلى قيادة منظمة التحرير الفلسطينية، كان كمال ناصر عضواً في أول لجنة تنفيذية بقيادة ياسر عرفات، وذلك في شتاء 1969 وسرعان ما أسس كمال ناصر دائرة التوجيه والإعلام في م.ت.ف. ومع أنه أتى على كلمة «الضمير» كصفة له في إطار الجماعة، إلا أنني أستطيع التأكيد أن من أطلق عليه اسم «الضمير» في الثورة الفلسطينية، وكان يناديه بهذا الاسم دائماً هو الشهيد أبو إياد، وسرعان ما أصبح زملاؤه في القيادة الفلسطينية ينادونه بهذا الاسم وكأنه اسمه الشخصي. وبصفته رئيساً لدائرة الإعلام الفلسطيني وبفضل قوة حضوره الشخصي والثقافي، أصبح «الضمير» رئيساً للجنة الإعلام العربي الدائمة المنبثقة عن الجامعة العربية.
حين تلبدت سماء العاصمة الأردنية بالقلق والتوتر بين القصر والمقاومة، كان كمال في الصف الأول من القيادات التي وقفت إلى جانب ياسر عرفات مع جورج حبش ونايف حواتمة ومنيف الرزاز وعصام السرطاوي وغيرهم ممن كانوا يديرون المفاوضات ويشرفون على التعبئة وإدارة شؤون المنظمة. كان كمال مكلفاً بمهمة لدى لجنة الإعلام العربية الدائمة في القاهرة حين انفجرت الأوضاع. وبدأت أحداث أيلول 1970. وتولى المحامي إبراهيم بكر، نظراً لغياب كمال ناصر، مهمة مسؤول الإعلام الفلسطيني الأول. وهي فترة أثارت بعض الالتباس كان يغطيها كمال بجواب مازح ليخفي ألمه حين يسأله أصدقاؤه عن سبب عدم وجوده في عمان أثناء المجزرة، فيقول: أنظروا إلى بطاقتي الشخصية. أنا كمال بن بطرس ووديعة ولست عنترة بن شداد وزبيبة. وقد مر هذا المزاح على بعض المتربصين بمنظمة التحرير فظنوا بمسؤولها الإعلامي شيئاً من الخوف. والواقع كان غير ذلك فقد قدم كمال ناصر استقالته من اللجنة التنفيذية في آذار 1971، ورفضها أبو عمار رفضاً قاطعاً مؤكداً حاجة المنظمة إلى تطوير جريدتها المركزية وهي المهمة المفصلة على قياس «الضمير». وفي ذلك العام عقد الكمالان ناصر وعدوان مؤتمراً صحفياً أعلنا فيه عن تأسيس الإعلام الفلسطيني الموحد ناطقاً باسم فصائل المنظمة ومنظماتها الشعبية وشخصياتها الوطنية. ولتأكيد استبعاد الصبغة الحزبية قام كمال ناصر بتحويل اسم مجلة «فتح» إلى «فلسطين الثورة». ومن حقه وحق من يلي ذكره في هذا الفصل من الرواية الفلسطينية أن نسجل رغبة كمال ناصر في أن يتولى غسان كنفاني رئاسة تحرير فلسطين الثورة. إلا أن أبا فايز ـ رحم الله الشهيدين ـ قال له بلهجته العكاوية المحببة: «العين ما بتعلى على الحاجب» ثم أكد انهماكه في تطوير مجلة «الهدف» الناطقة باسم الجبهة الشعبية وكان غسان مؤسسها ورئيس تحريرها. إلا أنه وعد بإيفاد كاتب وإعلامي كفؤ يمثل الجبهة الشعبية في هيئة الإعلام الموحد، وقد كان.
في الثامن من تموز «يوليو» 1972، أقدمت المخابرات الصهيونية على اغتيال غسان كنفاني في بيروت. وكان موعد صدور أول عدد لفلسطين الثورة بعد استشهاده، قريباً من الثالث عشر من الشهر. وهو اليوم الذي يصادف ذكرى مرور سنة على استشهاد أبي علي إياد. ويومها خرجت المجلة بصورة كبيرة على الغلاف للشهيد أبي علي. وفي مكان ما كانت ثمة صورة صغيرة جداً للشهيد غسان كنفاني، يومها جن جنون كمال ناصر، وشتم العاملين في المجلة عموماً. وانفجرت الدموع في وجهه وهو يصيح: «لو تعرفون من فقدتم لبكيتم دماً. ثم إن هذا الشهيد هو الذي رفض أن يكون رئيسكم في المجلة. هل نحن في مباراة بين الشهداء؟..» إنني أنقل كلماته بالحرف تقريباً. وغني عن القول أن العدد التالي صدر بصورة لائقة للشهيد غسان كنفاني تتصدر الغلاف الأول.
كطفل كبير «غار» كمال ناصر من جنازة غسان: «يا سلام. هكذا يكون عرس الكاتب الشهيد..» وتساءل: ترى هل ستتاح لي هذه الجنازة يوماً؟ وفي العاشر من نيسان 1973، اهتزت الدنيا على وقع قلب بيروت وهي تشهد استشهاد القادة الثلاثة. وكان لكمال ناصر جنازة تغص بعشرات آلاف المشيعين كالتي اشتهاها، مع إضافة تليق به. فقد تبين أنه أوصى منذ استشهاد غسان بأن يدفنوه إلى جانبه. وهكذا دفن كمال ناصر المسيحي البروتستانتي في مقبرة الشهداء الإسلامية. ولعل الشهيدين يؤنس أحدهما الآخر بعد أن خرج المقاتلون الفلسطينيون من بيروت عام 1982.

## إغتياله
استشهد في 10 أبريل 1973 مع رفيقيه كمال عدوان ومحمد يوسف النجار إثر الغارة الإسرائيلية على بعض مراكز منظمة التحرير الفلسطينية في مدينة بيروت.

## كتاباته
ترك كمال مجموعة كبيرة من الكتابات والقصائد الشعرية وأهم آثاره الأدبية في مجال النثر وافتتاحيات «فلسطين الثورة»، المجلة الرسمية الناطقة باسم منظمة التحرير الفلسطينية، إذ كان يتولى منصب رئيس تحريرها منذ إصدارها في يونيو 1972 حتى تاريخ استشهاده.

## تخليد
خلدت ذكراه من خلال تسمية مدرسة كمال ناصر الثانوية للبنين في مدينة خانيونس باسمه. كما قُلد وسام نجمة الشرف من الدرجة العليا عام 2014.